# Ебола (река)
Река Ебола е приток на река Монгала. Протича през северната част на Демократична република Конго. Влива се в река Монгала, която е приток на река Конго. Дължината му е приблизително 250 километра (160 мили).
Името Ебола е френско изкривяване на "Legbala", името му на езика Нгбанди /Ngbandi/, което означава „бяла вода“.
През 1976 г. вирусът на Ебола е идентифициран за първи път в малкото селце Ямбуку, на 111 километра (69 мили) от река Ебола, но вирусологът Карл Джонсън решава да го кръсти на реката, за да не се свързва селото с болестта. 
По този начин вирусно заболяване е наречено на нейно име – Ебола.